# .38-56 WCF

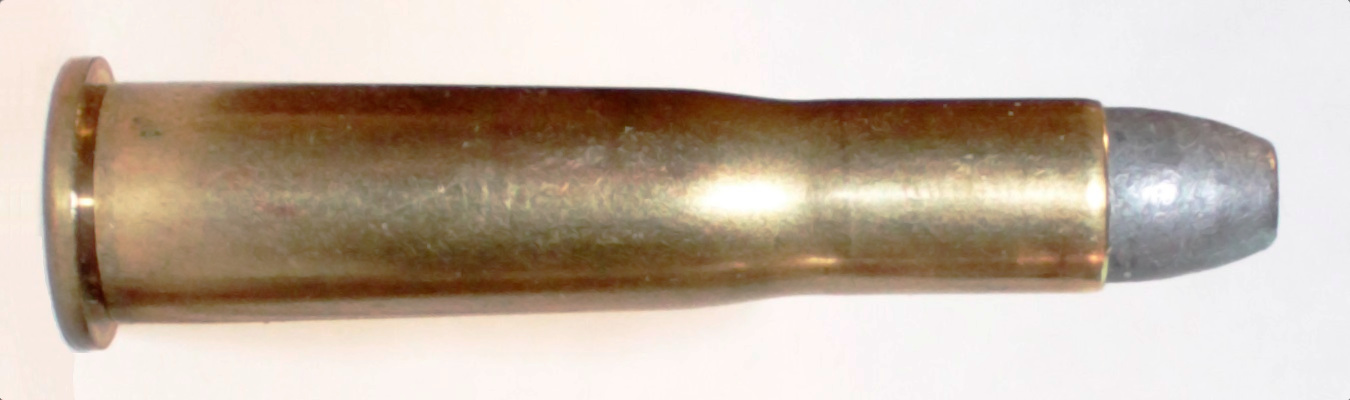
O .38-40 WCF.

O .38-56 Winchester Center Fire (ou .38-56 WCF) é um cartucho de fogo central para rifle, com aro em formato de "garrafa", projetado para uso em rifles por ação de alavanca pela Winchester Repeating Arms Company.  

## Projeto e histórico

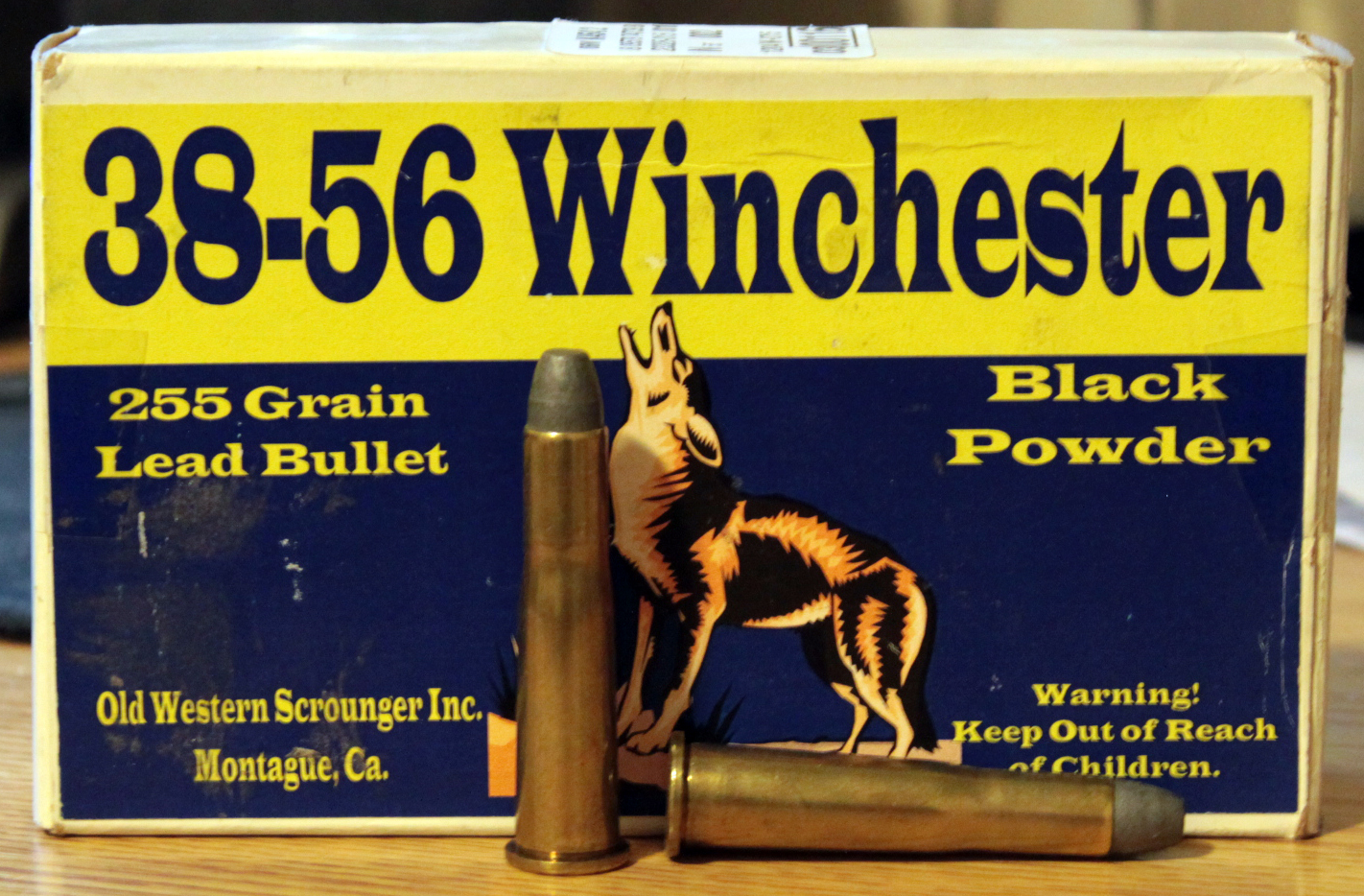
Embalagem original do .38-56 WCF.

O cartucho .38-56 WCF foi introduzido em 1887 pela Winchester para o seu Model 1886, e também foi usado no Marlin Model 1895. A produção do Winchester Model 1886 com câmara neste cartucho foi interrompida em 1910 devido à falta de demanda, e a maior parte da produção comercial do cartucho em si cessou na década de 1930. 
Cartuchos novos carregados de fábrica e estojos novos para recarga são raros e muitas vezes são criados com a partir de estojos do 45-70 reformado. O cartucho foi originalmente planejado para superar o .38-55 Winchester, mas na realidade tinha balística muito semelhante, apesar de usar mais pólvora.

## Dimensões

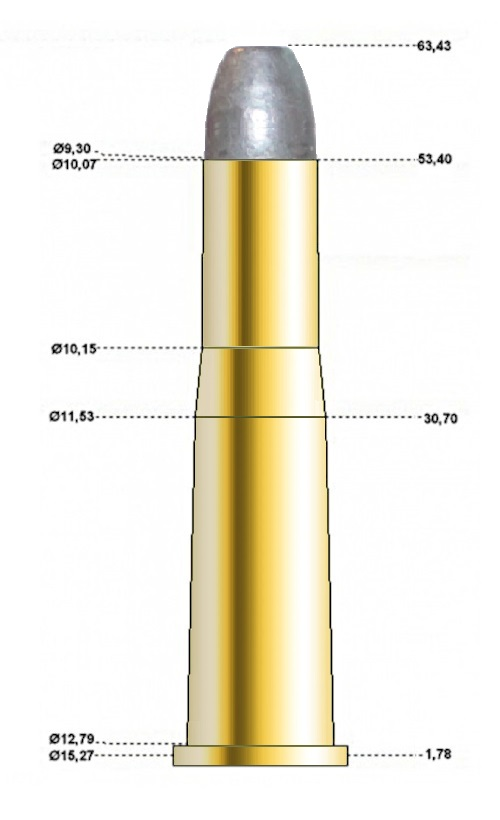